# 兪英濬
兪 英濬（ユ・ヨンジュン、朝鮮語: 유영준、1920年10月21日 - 2005年12月17日）は、大韓民国の実業家、政治家。第4代韓国国会議員。
本貫は杞渓兪氏。号は松谷（ソンゴク、송곡）。儒教の信者。国務調整室企画次長を務めた兪宗相は次男。

## 経歴
日本統治時代の京畿道安城郡（現・安城市）出身。普成専門学校（現・高麗大学校）商科卒。第一銀行勤務を経て、大江産業株式会社社長、韓都運輸取締役会長、西海水産開発会長、韓国重石鉱業・韓国中小重石鉱業組合理事、東明通信経営者、財団法人富雲奨学会理事長、自由党中央委員・甕津郡党委員長、杞渓兪氏大宗会長を務めた。1958年の第4代総選挙では自由党の候補として甕津郡選挙区から当選し、国会国防委員を務めた。
2005年12月17日、持病により死去。享年85。